# Pygophora longicornis
Pygophora longicornis är en tvåvingeart som först beskrevs av Stein 1918.  Pygophora longicornis ingår i släktet Pygophora och familjen husflugor. Inga underarter finns listade i Catalogue of Life.